# Dödelhaie
Die Dödelhaie sind eine deutsche Punkband aus Duisburg.

## Geschichte
Gegründet wurde die Band 1982 aus der Wave-Formation Zeitzeichen. Gründungsmitglieder waren Bandleader und Gitarrist Andi und Bassist Hardy. 1983 schlossen sich der Sänger Timo und Gitarrist Mani an. Das erste Konzert folgte noch im selben Jahr.
Bis Ende der 1980er-Jahre erschienen zahlreiche Demos und Samplerbeiträge der Dödelhaie. Sie spielten mit Vertretern des Deutschpunks wie Inferno, den Maniacs und den Neurotic Arseholes zusammen. 1989 nahmen sie in Eigenregie ihr erstes Album auf, das 1990 erschien. Im selben Jahr trennte sich die Band von ihrem Sänger. Da kein passender Nachfolger gefunden wurde, übernahm Andi den Gesang. 1991 nahmen sie zum zweiten Mal in Folge am Krampf-Festival teil, auf dem sich eine Bandfreundschaft mit Daily Terror entwickelte und eine enge Zusammenarbeit begründete. Es folgten Festivals, Touren in Deutschland und Italien und weitere LP-Aufnahmen. 1989 schloss sich der Gitarrist Axel der Band an.
In den nachfolgenden Jahren etablierten sich die Dödelhaie auch im Ausland. Silvester 1999/2000 spielten sie auf Kuba. 2000, 2005, 2007 und 2009 nahmen sie an dem größten deutschen Punk-Open-Air-Festival Force Attack teil. Die Alben der Band werden inzwischen in Polen, Tschechien, Russland und Malaysia über dortige Labels verkauft.
Die Gebrüder Kulosa gründeten im Jahr 1990 das Punk-Label Impact Records.
Eine 2012 auf Antrag des damaligen Brandenburger Innenministers Dietmar Woidke eingeleitete Anhörung durch die Bundesprüfstelle für jugendgefährdende Medien (BPjM) lehnte die vorgeschlagene Indizierung von Liedern der Gruppe ab.

## Diskografie
- 1990 – Des Kanzlers Kadaver (Album)
- 1991 – Holzfällerlied (Single)
- 1992 – Sinfonie des Wahnsinns (Album)
- 1993 – Live in Meran (Doppel EP mit Daily Terror)
- 1994 – Spiegelbild (Album)
- 1995 – Split (Doppel EP mit Dritte Wahl)
- 1998 – Mitternacht (Album)
- 1998 – Oi! - It´s Doitschpunk (EP)
- 2000 – Radikal (Sammelbox)
- 2001 – Die beschissenen Jahre (Album)
- 2002 – Schätzchen, ich habe das Land befreit! (Album)
- 2006 – Immer bis zum Sieg! (Album)
- 2007 – Schwimm los, wenn du ein Haifisch bist (Live-DVD)
- 2010 – Hai Alarm! (Album)
- 2020 – Fuckedifuck 2020 (Single)
- 2022 – Linksextreme Hassmusik (Album)

## Samplerbeiträge
Auf folgenden Samplern wurden die Dödelhaie veröffentlicht:
- Soundtrack zum Untergang 4
- Die deutsche Punkinvasion
- Die deutsche Punkinvasion 2
- Willkommen zur Alptraummelodie 1
- Willkommen zur Alptraummelodie 3
- Vava L Anarchia/Ton Steine Scherben Tribut
- Schlachtrufe BRD Vol. 3
- Dailykatessen – 20 Jahre Daily Terror
- So What – Anti-Nowhere League Tribute
- Russian Punk Cannonade Vol. 3
- Tollschock 3
- Fick die Erinnerung
- Alternative Hardcore Punk/Best of MCM
- Vitaminpillen Vol. 2
- Punk im Pott/Duisburger Sampler
- Das Fest – Video Sampler
- Hart und Schäbbich – Video Sampler
- Gunter Gabriel Tribute Sampler
- Rheinhausen Rockcity
- Kick it – With Boots
- Waffenbrüder – A Tribute to OHL
- Kassensturz BRD 2
- Kassensturz BRD 6
- Wir lassen unsere Meinungsfreiheit nicht zum Freiwild erklären – Soli-Sampler